# السعدية (الشرقية)
قرية السعدية هي إحدى القرى التابعة لمركز أبو حماد في محافظة الشرقية في جمهورية مصر العربية. حسب إحصاءات سنة 2006، بلغ إجمالي السكان في السعدية 5776 نسمة، منهم 2932 رجل و2844 امرأة.